# Djalal Abdoh
Djalal Abdoh (persan :  جلال عبده), né en 1909 à Boroudjerd et mort en 1996 à Téhéran, est un diplomate et homme politique iranien.
Il était le fils de Sheikh Muhammad Abduh et le frère d'Ali Abdoh, un boxeur iranien. Son père, Cheikh Muhammad Abduh Boroujerdi, longtemps chef de la justice, enseignait le droit civil à la faculté de droit.

## Carrière
Il a d'abord étudié le droit à Téhéran, où il a obtenu le grade de B.S. en 1930, puis à Paris, où il a obtenu un doctorat en droit en 1937. Il a ensuite travaillé au ministère iranien de la Justice et dans l'administration judiciaire de l'Iran.
De 1944 à 1949, il a été député au Parlement iranien. En 1945, il a fait partie de la délégation iranienne à la conférence de San Francisco. Il a ensuite été membre de la délégation iranienne auprès des Nations unies jusqu'à ce qu'il soit nommé représentant permanent de l'Iran auprès des Nations unies le 16 août 1955, en remplacement d'Ali Gholi Ardalan. En avril 1955, il a participé à la conférence de Bandung.
En mars 1959, il a été élu par l'Assemblée générale des Nations unies commissaire au plébiscite pour les référendums à organiser au Cameroun britannique, avec pour mission de veiller au bon déroulement des scrutins. Il s'est rendu sur place à Yola (nord du Nigeria) à partir d'octobre 1959. Après l'organisation des plébiscites de 1959 et 1961, le secrétaire général des Nations unies, U Thant, lui a confié le 22 octobre 1962 le poste d'administrateur des Nations unies pour la Nouvelle-Guinée occidentale. Au cours des mois suivants, il a mené d'intenses négociations avec les gouvernements néerlandais et indonésien. Le 7 novembre 1962, il a annoncé lors d'une conférence de presse à Bangkok qu'un accord avait été trouvé, prévoyant le transfert de la Nouvelle-Guinée occidentale à l'Indonésie le 1er mai 1963. De 1956 à 1958, il a été ambassadeur à New Delhi et accrédité en même temps à Katmandou. De 1958 à 1961, il a été ambassadeur à Rome auprès du gouvernement italien. 
Du 12 juin 1960 au 2 août 1960, il a été ministre des Affaires étrangères. Du 15 novembre 1962 au 1 mai 1963, lors du transfert du pouvoir néerlandais à l'Indonésie en Nouvelle-Guinée occidentale, il a été chef de l'exécutif de la Force de sécurité des Nations unies en Nouvelle-Guinée occidentale. Il a ensuite été directeur général de l'Association des banques iraniennes.

## Vie privée
Abdoh était marié et avait trois filles.

## Mort
Djalal Abdoh décède en 1996 à Téhéran, il est inhumé à Behesht-e Zahra.